# Wenceslas Cobergher
Wenceslas Cobergher, Vincenzo Coebberger ou encore Wenzel Coebergher et Coberger, né en 1561 ou en 1557, selon les sources, à Anvers et mort le 23 novembre 1634 à Bruxelles, est un peintre, graveur, architecte, ingénieur, numismate, archéologue, financier et, à partir de 1627, seigneur de Cobergher, Sint-Antheunis et Groenlandt dans les Moëres. Il est le beau-frère de l’architecte, peintre et graveur Jacques Francart le jeune. Personnage de la Renaissance doué pour les arts et les inventions techniques, il est à l'origine en 1619 de l'assèchement des Moëres, un marécage situé à cheval sur l'actuelle frontière franco-belge.

## Biographie
Touche-à-tout de génie comme seule semble avoir pu en produire la Renaissance, Wenceslas Cobergher est peintre, architecte et ingénieur créatif, antiquaire passionné de numismatique, chimiste fabricant de potasse à l’usage des savonneries et teintureries, et finalement penseur politique.
Grand pourvoyeur de retables et de scènes bibliques de piètre qualité, cet Anversois de naissance s’était installé en Italie pour fuir les guerres religieuses qui ravageaient son pays ou, raconte la rumeur, pour se guérir d’une déception amoureuse envers la fille de son maître, Maarten de Vos (1532-1603). Toujours est-il qu’il délaissa la peinture une fois entré au service des archiducs Albert et Isabelle, auxquels il doit sa renommée. Fils bâtard de Catherine Raems, il avait depuis longtemps obtenu du roi une lettre de légitimation le rétablissant dans son honneur et sa probité…
En tant qu’architecte-ingénieur à la Cour de Bruxelles (1605), il intervient régulièrement dans les châteaux ducaux, autant à Bruxelles (Coudenberg) qu’à Tervueren (château de Tervueren) ou à Mariemont (château de Mariemont). Soucieux de plaire à la très catholique Isabelle, il prête ses services à la construction de nombreux édifices religieux dont elle soutient la fondation. Du couvent des carmélites de Bruxelles à la basilique Notre-Dame de Montaigu (1609-1624) en passant par les augustins d’Anvers (1615-1618), il se fait le propagateur zélé du plan central sous dôme si cher à l’art baroque italien.
Les Dunkerquois se souviendront de lui pour avoir réussi à transformer des marécages en pâturages, les moëres, situés à cheval sur la frontière franco-belge actuelle, entre Furnes et Bergues-Saint-Winoc. Le niveau général du marais, plus bas que celui de la mer, était la principale difficulté à laquelle ses prédécesseurs s’étaient heurtés. À l’aide de 32 kilomètres de digues entourées d’un anneau d’eau, le Ringslot, d’un réseau serré de canaux et de 23 moulins d’exhaure équipés de vis d’Archimède en chêne, l’eau des moëres était pompée et rejetée à la mer. Hors études et calculs, les travaux avaient pris six ans pour être menés à terme (1619-1625). En récompense, Wenceslas obtiendra la terre et la seigneurie de Saint-Antoine et Coberghe, au milieu des moëres de Flandre occidentale.
Soucieux de lutter contre la rapacité des usuriers, Cobergher importe dans les Pays-Bas méridionaux le concept italien des monte di pieta — littéralement crédit de pitié et non mont de piété — et développe le prêt sur gage aux plus démunis, à faible taux d’intérêt ou gratuit, tel qu’il a été inventé par un franciscain Lombard, Michele Carcano (1462). Sous la houlette du surintendant général aux monts-de-piété, pas moins de 15 institutions seront mises en place dans les principales villes des Pays-Bas méridionaux. La première d’entre elles ouvre ses portes à Bruxelles en 1618 dans l’ancien hôtel de Beersel, à l’angle des rues du Midi et du Lombard. Le mont de piété est toujours actif de nos jours, dans ses locaux rénovés de la rue Saint-Ghislain (Alexis Partoes, 1868), bâtis sur la propriété Mosselman.

## Œuvres

### Peintre

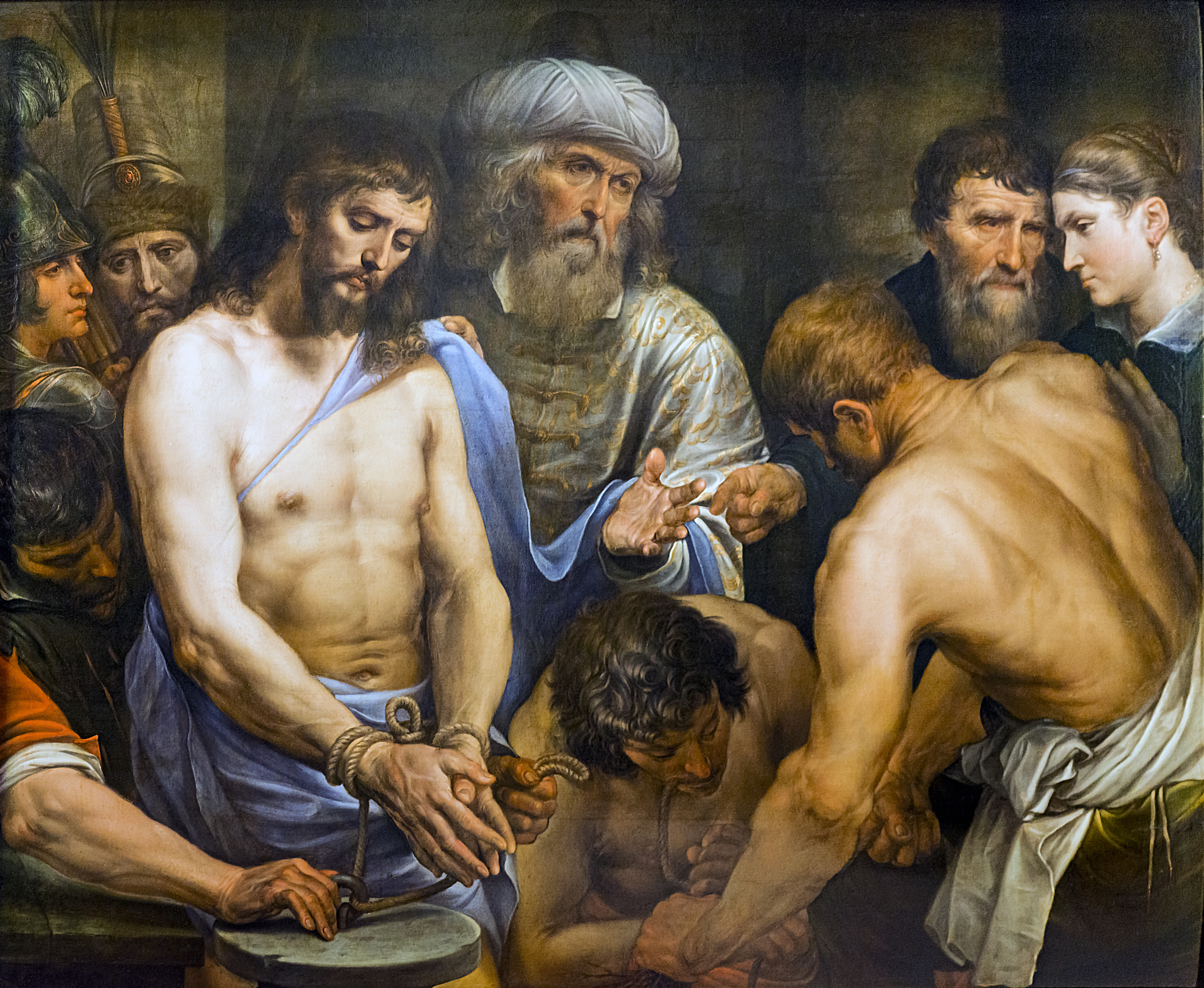
Ecce Homo
Musée des Augustins de Toulouse

- Le Martyre de St Sébastien pour l'hôtel des archers d'Anvers, actuellement conservé au Musée des beaux-arts de Nancy
- L'Ecce Homo (1604-1610) au musée de Toulouse
- Le Christ pleuré par les Saintes Femmes

### Architecte

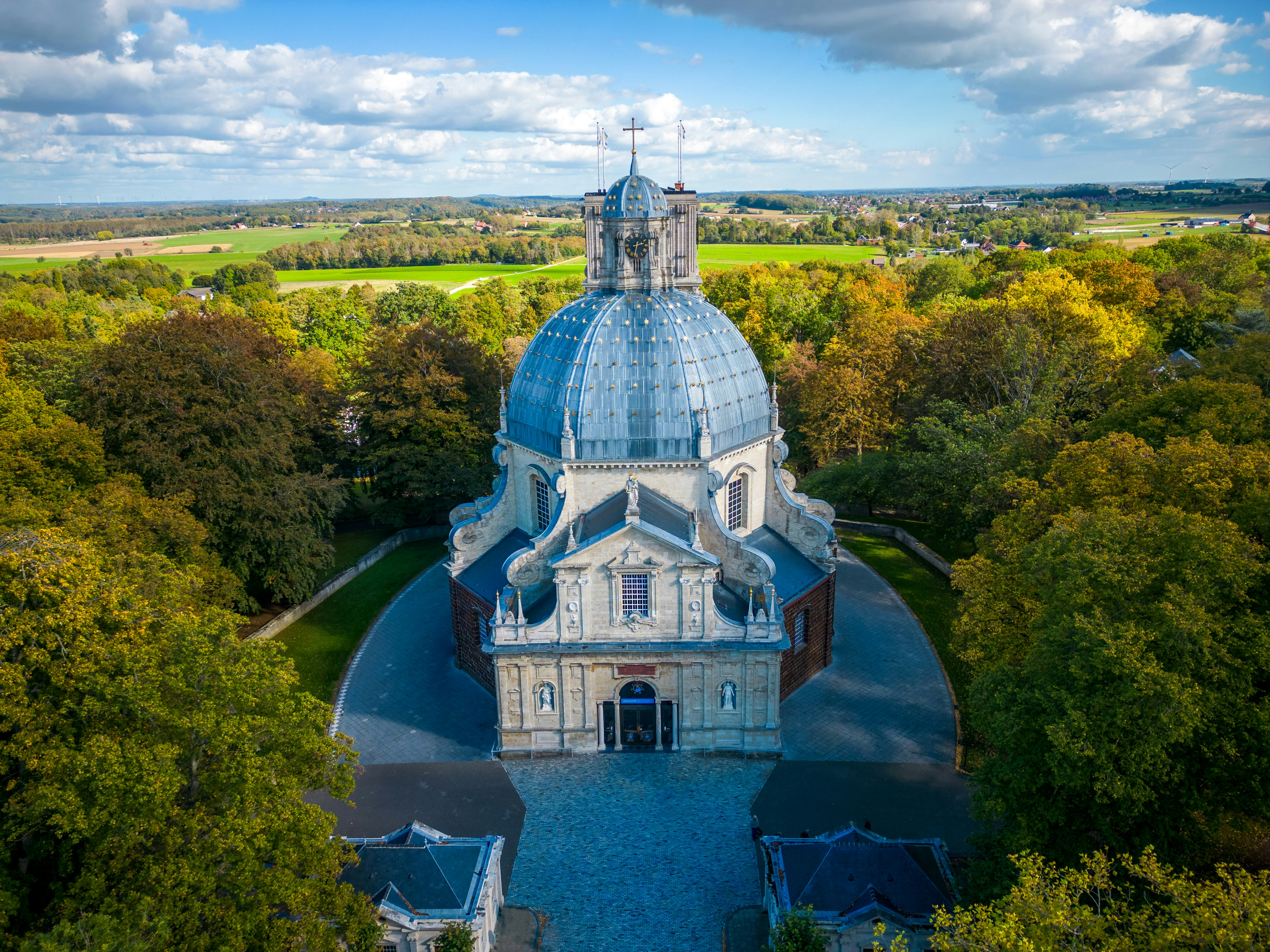
La basilique Notre-Dame de Montaigu érigée sur les plans de Wenceslas Cobergher.

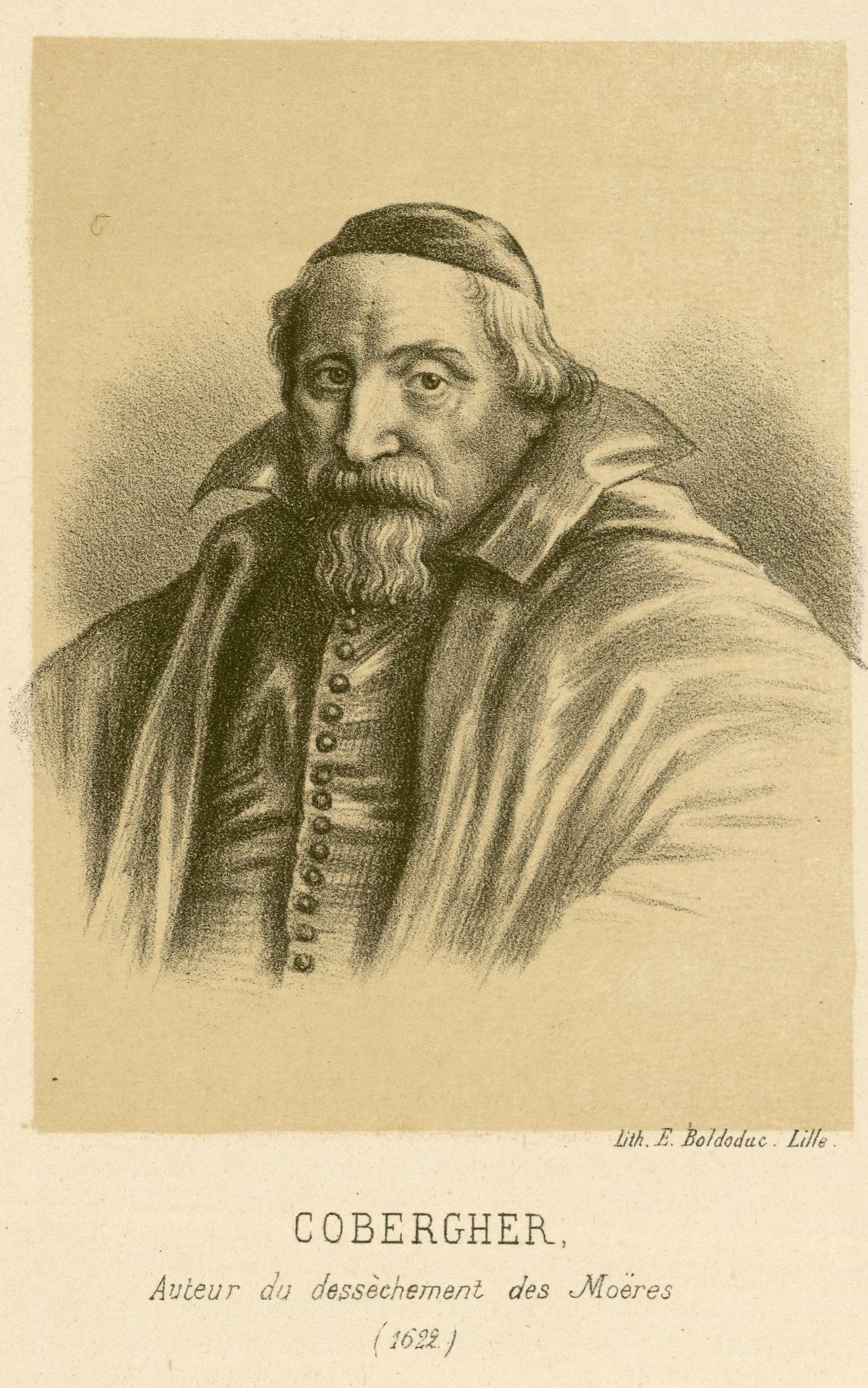
Portrait de Wenceslas Cobergher

Il dessina les plans de différentes églises : celle des carmélites de Bruxelles et celle des augustins d'Anvers ainsi que la basilique Notre-Dame de Montaigu. Il est également l'architecte de la Chapelle Saint-Hubert de Tervueren. Il éleva aussi 15 monts de piété des Pays-Bas espagnols, dont ceux d'Anvers, de Gand, de Namur, d'Arras, de Lille, de Cambrai, de Douai, de Tournai, de Valenciennes et celui de Bergues, en 1629, actuel musée de la ville. 
Il dessina également les plans de l'hôtel de ville d'Ath, construit de 1614 à 1620.
Les plans de l’église des Augustins de Bruxelles lui ont été attribués. Il s’agit toutefois d’un projet de Jacques Francart et non de Cobergher.

### Ingénieur
Il fit assécher Les Moëres dans la région de Dunkerque.

### Écrivain
Deux ouvrages en langue néerlandaise lui sont attribués :
- (nl) Cort verhaal van de oprechtinghe, ordre ende beleyt van de Bergen van Bermherticheyt, Bruxelles, 1620 (Bref historique de la création, de la structure et de la gestion des Monts de piété) ;
- (nl) Apologia ofte bescherm-redenen teghen het kekelen van de onredelijcke vyanden, ende oock de tegenraeders, van de Berghen van Bermhertichheyt [...] in vermaeckelycke dicht gestelt door Amator Pietatis, Malines, 1621 (Apologie des Monts de Piété contre ceux qui les attaquent et en déconseillent l'érection : avec un avertissement aux personnes raisonnables touchant ces Maisons établies nouvellement dans les Pays-Bas sous l'autorité de LL.A. par V. Coberger ... Ouvrage mis en vers amusants par un Amateur de la Piété[5],[6]).